# Fountain of Youth - L'eterna giovinezza
Fountain of Youth - L'eterna giovinezza (Fountain of Youth) è un film d'azione e avventura americano diretto da Guy Ritchie e scritto da James Vanderbilt. È interpretato da John Krasinski, Natalie Portman, Eiza González, Domhnall Gleeson, Arian Moayed, Laz Alonso, Carmen Ejogo e Stanley Tucci. 

## Trama
L'archeologo caduto in disgrazia Luke Purdue ruba un dipinto a dei criminali in Thailandia, battendo sul tempo la misteriosa Esme e i suoi scagnozzi, che tentano di impadronirsi del dipinto da soli. A Londra, Luke sorprende la sorella Charlotte, curatrice di un museo che sta divorziando dal marito infedele Harold. Rubando un altro dipinto dal museo, Luke convince Charlotte a fuggire con lui e i suoi soci Murphy e Deb, rivelando di aver continuato l'eredità di cacciatori di tesori del loro defunto padre.
Interrogata dall'ispettore dell'Interpol Jamal Abbas, Charlotte viene in seguito licenziata e affronta Luke nel suo nascondiglio, dove viene presentata a Owen Carver, un ricco ladro d'azienda con un cancro terminale che sta finanziando la ricerca di Luke e della sua squadra della leggendaria Fonte della giovinezza. Gli appunti del padre rivelano che una società segreta, nota come i "Protettori del Sentiero", ha nascosto la posizione della Fonte per secoli, ma una fazione che non era d'accordo con la missione della società ha nascosto indizi in sei dipinti storici che Luke ha rubato, tra cui la Testa di Cristo di Rembrandt dal museo. Charlotte ammette che il dipinto è una copia e si unisce a malincuore alla ricerca del fratello.
Si scopre quindi che il dipinto originale andò perduto nell'affondamento del Lusitania, quindi la squadra riporta in superficie la sezione di prima classe della nave. Dopo aver recuperato il dipinto dalla cassaforte di Alfred Gwynne Vanderbilt, Luke e Charlotte vengono tenuti sotto tiro da Esme e dai suoi compagni Protettori, ma riescono a fuggire dal relitto in affondamento con il quadro. La squadra torna a Londra e gli indizi contenuti nelle sei opere li indirizzano alla Bibbia Cattiva, ma Abbas fa irruzione nel loro nascondiglio, prima che cadano tutti in un'imboscata dei gangster thailandesi. Luke provoca una sparatoria e riesce a fuggire con la sua squadra.
Harold accetta un lavoro all'estero, spingendo Charlotte a portare il figlio Thomas con la squadra a Vienna. Esaminando la Bibbia Cattiva alla Biblioteca nazionale austriaca, Luke viene nuovamente assalito da Esme, che lo avverte che la Fonte nasconde un terribile potere che non comprende. Lui e la sua squadra rubano la Bibbia, ma Charlotte si rifiuta di mettere ulteriormente in pericolo suo figlio e se ne va infuriata. Thomas la convince a tornare, avendo dedotto che il codice nascosto nella Bibbia sono note musicali, che la squadra identifica come un'antica canzone in onore delle Sette Meraviglie e realizza che la Fonte si trova in un passaggio segreto appena scoperto sotto la Grande Piramide di Giza.
Esme incontra l'Anziano dei Protettori del Sentiero, che le ricorda che deve fare tutto il necessario per impedire che la Fonte venga dissotterrata, per la protezione dell'umanità stessa. Al Cairo, Carver mette in sicurezza la piramide con i suoi mercenari pesantemente armati, costringendo Luke, Charlotte e Thomas ad aprire il passaggio segreto. Abbas arriva con un convoglio di agenti dell'Interpol, solo per essere surclassato dai mercenari, e Deb viene ferita mentre lei e Murphy cercano di intervenire. Esme e i suoi compagni Protettori hanno la meglio sugli uomini di Carver, e lei e Abbas uniscono le forze, inseguendo gli altri nel passaggio.
Nelle profondità della piramide, Luke e gli altri scoprono la Fonte. Charlotte capisce che Carver non è malato e vuole semplicemente accumulare il potere della Fonte per sé, ma Carver spara a Luke al braccio, intimandogli di bere dalla Fonte per testarne gli effetti. Una goccia del sangue di Luke fa sì che le acque mistiche lo tentino con una visione di vita eterna, a costo della vita di Charlotte e Thomas, e Luke comprende la maledizione della Fonte: qualsiasi energia gli venga concessa verrà sottratta a coloro che ama di più. Luke si rifiuta di bere e le sue ferite guariscono all'istante.
Abbas ed Esme raggiungono la camera proprio mentre Carver beve l'acqua ma, poiché pensa solo a se stesso, viene prosciugato della sua stessa forza vitale. Esme usa una chiave dell'Anziano per sigillare la camera, intrappolando Carver, che sta invecchiando rapidamente, mentre gli altri fuggono. Charlotte convince Abbas ad incolpare Carver dei loro crimini, ed Esme scambia un bacio con Luke, avvertendolo che i loro cammini si incroceranno di nuovo se continuerà a cercare tesori proibiti. Luke si riunisce alla sua squadra e Charlotte e Thomas propongono la loro prossima avventura.

## Produzione
Nel marzo 2023 è stato annunciato che Dexter Fletcher avrebbe diretto il film, con una sceneggiatura di James Vanderbilt.
Nel gennaio 2024, Fletcher aveva abbandonato il progetto, con Guy Ritchie ora alla regia, con John Krasinski e Natalie Portman nel cast come protagonisti. Le riprese principali avrebbero dovuto iniziare all'inizio del 2024. Anche Domhnall Gleeson ed Eiza González si unirono al cast quel mese, con Laz Alonso che si unì a febbraio. Arian Moayed e Carmen Ejogo sarebbero stati aggiunti a marzo. 
Le riprese sono iniziate a Bangkok nel febbraio 2024, seguite da Vienna a marzo e Liverpool a maggio, e si sono concluse a ottobre.

## Distribuzione
Fountain of Youth - L'eterna giovinezza è stato distribuito il 23 maggio 2025 su Apple TV+.